# Ульяновская волость (Сумский уезд)
Ульяновская волость — административно-территориальная единица Сумского уезда Харьковской губернии в составе Российской империи. Административный центр — село Ульяновка.
В состав волости входило 911 дворов в 5-и поселениях 9-и общин.
В 1885 году в волости проживало 2480 человек мужского пола и 2633 — женского. Крупнейшие поселения волости по состоянию на 1914 год:
- село Ульяновка — 5285 жителей;
- село Николаевка — 3159 жителей.

Старшиной волости являлся Савва Андреевич Редька, волостным писарем был Наум Борисович Лосятинский, председателем волостного суда — Осип Тимофеевич Почупайло.